# William Richards Castle, Jr.
William Richards Castle Jr. (Honolulu, 19 de junio de 1878-Washington D. C., 13 de octubre de 1963) fue un educador y diplomático estadounidense. Estuvo involucrado en los niveles más altos del Departamento de Estado de los Estados Unidos y se interesó mucho en las cuestiones del Pacífico, en parte debido a los antecedentes de su familia en Hawái.

## Primeros años
Nació en Honolulu el 19 de junio de 1878, cuando era el Reino de Hawái. Su padre, William Richards Castle, sirvió al rey David Kalākaua como fiscal general y más tarde como ministro hawaiano en los Estados Unidos, donde fue un defensor activo de la anexión. Su abuelo, Samuel Northrup Castle, fundó la gigantesca corporación agrícola Castle & Cooke. Se graduó de Punahou School y luego de Harvard College en 1900, donde fue miembro fundador del Fox Club. Permaneció en Harvard como profesor de inglés y decano asistente a cargo de los estudiantes de primer año desde 1904 hasta 1913. En 1910 fue presidente y uno de los fundadores del Hawaiian Trail & Mountain Club. Desde 1915 hasta 1917, fue editor de la Revista de Graduados de Harvard y escribió varios artículos para ella. Publicó dos novelas y un libro sobre historia de Hawái.
Durante la Primera Guerra Mundial abrió una oficina de la Cruz Roja Estadounidense en Washington D. C., donde se desempeñó como director de comunicaciones y ayudó a reunir familias y localizar a ciudadanos estadounidenses desaparecidos en el extranjero. Su departamento manejaba 10.000 cartas por día.
El historiador Robert H. Ferrell lo describió como "un hombre apuesto y genial, que... tenía una manera de desarmar a la gente. Cuando fijaba sus ojos amistosos en un ministro o embajador, el enviado a menudo se olvidaba por completo de la diplomacia y derramaba su corazón". Pero detrás de esos ojos amistosos se escondía una mente aguda que poco después registró sin piedad todas las confesiones en memorandos oficiales del Departamento de Estado. No en vano el periodista francés Pertinax lo caracterizó como el 'sutil Mons. Castle'.

## Carrera
En 1919, se unió al Departamento de Estado de Estados Unidos, ascendiendo rápidamente en parte gracias a sus conexiones con Harvard. Se desempeñó como subjefe de la división de asuntos de Europa Occidental y desde 1921 como su jefe. Fue nombrado Subsecretario de Estado el 26 de febrero de 1927, durante la administración de Calvin Coolidge. Durante este tiempo jugó un papel decisivo entre bastidores en la creación del Pacto Briand-Kellogg. Logró superar las objeciones francesas a través de sus conversaciones con el embajador francés, reemplazando el estrecho acuerdo franco-estadounidense por un tratado que atrajo a casi todas las naciones mayores y menores.

### Japón
Fue embajador de Estados Unidos en Japón durante cinco meses en 1930 para negociar los cambios en los límites de los buques de guerra que dicha nación solicitó a las cinco potencias de la Conferencia Naval de Londres. Fue nombrado para este puesto el 11 de diciembre de 1929, en gran parte porque tenía ingresos privados suficientes para sufragar los costos de una embajada en Tokio, donde el puesto tenía el costo de vida más alto de todos los tiempos y había estado vacante desde que Charles MacVeagh (1860-1931) renunció el 6 de diciembre de 1928. Su nombramiento en Japón fue sólo por la duración de la conferencia. La prensa lo llamó "bateador emergente". Presentó sus credenciales el 24 de enero de 1930 y se fue el 27 de mayo de 1930, pero en ese corto tiempo había desarrollado una visión comprensiva de la política exterior de Japón. El día antes de partir, colocó la primera piedra de una nueva embajada estadounidense en Tokio para reemplazar la estructura destruida en el gran terremoto de Kantō de 1923. Entre los dignatarios japoneses que asistieron a las ceremonias se encontraba Tokugawa Iesato (presidente de la Sociedad Estados Unidos-Japón), Kijūrō Shidehara (ministro de Asuntos Exteriores) y el empresario Eiichi Shibusawa.
Aunque la modificación del tratado fue apoyada por el primer ministro japonés Osachi Hamaguchi, el ejército japonés estaba indignado ante cualquier restricción. El jefe del Estado Mayor Naval, almirante Kanji Katō, se negó a asistir a una cena de despedida de Castle. Cuando el ministro naval, Takarabe Takeshi, repitió la invitación, el almirante renunció en lugar de asistir. Otro oficial naval japonés, Yeiji Kusakari, cometió el tradicional suicidio conocido como Harakiri, que se cree que fue una protesta contra el tratado.
Regresó a su puesto de Subsecretario de Estado el 27 de mayo de 1930. El puesto de embajador de Estados Unidos en Japón permaneció vacante hasta que William Cameron Forbes (1870-1959) presentó sus cartas credenciales el 25 de septiembre de 1930.

### Subsecretario
El 1 de abril de 1931, fue nombrado subsecretario de Estado tras la muerte de Joseph Potter Cotton. Fue confirmado el 17 de diciembre de 1931 y sirvió hasta el 5 de marzo de 1933. Era el puesto de segundo rango en el departamento después de Henry L. Stimson en la administración de Herbert Hoover. Durante su cargo se presentó la negociación de la Moratoria Hoover sobre las  reparaciones de la Primera Guerra Mundial en 1931. La prensa apreció sus comunicaciones sobre las negociaciones. En septiembre de 1931, intentó calmar la tensa situación que se desarrolló tras la invasión japonesa de Manchuria. Con la elección del demócrata Franklin D. Roosevelt, fue reemplazado por William Phillips (1878-1968) como subsecretario.

## Últimos años
A partir de 1933, escribió numerosos artículos y discursos, especialmente como crítico abierto del New Deal. Se opuso al conflicto con Japón, en parte porque temía su impacto en Hawái, temores confirmados por el ataque de 1941 a Pearl Harbor. Durante la Segunda Guerra Mundial continuó oponiéndose a las políticas de Roosevelt. Sin embargo, el Secretario de Estado, Cordell Hull, consultaba a menudo a Castle entre bastidores como uno de los pocos expertos en asuntos japoneses. Se pronunció contra la propaganda engañosa. Abogó por un diálogo realista con compromisos derivados de la negociación y el comercio mutuo. También influyó en el Tratado de San Francisco y la ocupación de Japón después de la guerra.
Fue elegido miembro de la Academia Estadounidense de Artes y Ciencias en 1932. Recibió títulos honoríficos de la Universidad de Rochester en 1932, Doctor en Derecho Civil de la Universidad del Sur en 1935 y del Bryant College en 1936. Fue elegido miembro de la Junta de Supervisores de Harvard de 1935 a 1941. En 1937 trabajó para John Hamilton en el Comité Nacional Republicano para reconstruir el partido tras las derrotas de las elecciones de 1936. Se desempeñó como presidente del Garfield Memorial Hospital en Washington D. C., de 1945 a 1952.

## Vida personal
Se casó con Margaret Farlow el 3 de junio de 1902. Su única hija, Rosamond Castle, nació el 4 de marzo de 1904 y falleció el 26 de febrero de 1932, dejando tres hijos pequeños. Falleció el 13 de octubre de 1963 en Washington D. C.
Sus diarios fueron donados a Harvard y sus nietos donaron otros artículos a la Biblioteca Presidencial Herbert Hoover en abril de 1970. Su casa en el barrio de Kalorama de Washington D. C., diseñada en 1929 por Carrere & Hastings, aun sobrevive.

## Publicaciones
- William Richards Castle Jr. (2008). The Green Vase. Kessinger Publishing, LLC. ISBN 978-1-4374-1299-4.
- William Richards Castle Jr. (2008). The Pillar of Sand. Kessinger Publishing, LLC. ISBN 978-1-4373-2669-7.
- William Richards Castle Jr. (1917). Hawaii Past and Present. Dodd, Mead and Company.
- William Richards Castle Jr. (1916). Wake up, America: a plea for the recognition of our individual and national responsibilities. Dodd, Mead and Company.
- William Richards Castle Jr.; Paul Kaufman (1926). Essays in memory of Barrett Wendell. Harvard University Press.
- William Richards Castle Jr. (1960). Life of Samuel Northrup Castle. Hawaiian Historical Society and Samuel N. and Mary Castle Foundation.

## Otras lecturas
- Alfred L. Castle (1998).  Michael E. MacMillan, ed. Diplomatic Realism: William R. Castle Jr. and American Foreign Policy, 1919-1953. University of Hawaii Press. ISBN 978-0-8248-2009-1. The author is Castle's grand-nephew.
- Robert H. Ferrell (1952). Peace in Their Time: The Origins of the Kellogg-Briand Pact. Yale University Press. ISBN 978-0393004915.